# ゆめタウン南岩国
ゆめタウン南岩国（ゆめタウンみなみいわくに）は、山口県岩国市にある、株式会社イズミが運営するショッピングセンター。

## 概要
当店は1983年12月8日に「イズミ南岩国店」としてオープンした。当時は本館のみの建物形態であった。2000年頃に南館が建てられるとともに、現在の「ゆめタウン南岩国」に改称した。その後、西館（現在はヒマラヤスポーツがテナントとして西館全体に入居している。）が建設され、南館も2007年頃に増床し、現在に至る。当店は南岩国駅よりほど近く、また、付近の道路である、国道188号線沿いに、いわくにバスの「ゆめタウン南岩国」バス停が存在しており、非常に交通の便が良い。

## 店舗情報
本館・西館・南館の3館形態である。

## 主な専門店

### 本館
- バッケンモーツアルト
- ゆうちょ銀行
- くにきよ園芸
- X-SELL
- きもののやしま

### 南館
- ヴィレッジヴァンガード
- 明林堂書店（ブックランド都野ゆめタウン南岩国店の後継書店。大竹の明林堂書店の前身もブックランド都野である。）
- ゆめあんしんプラザ×保険ひろば南岩国
- JTB
- ロッテリア（県内での店舗数が4店と少なく、県東部では唯一）
- ピノッキースパティオ
- 庄屋
- ミートゥー
- メガネの三城

### 西館
- ヒマラヤスポーツ

## アクセス

### 自家用車
- 国道188号線からすぐ。

### 公共交通機関
- JR山陽本線南岩国駅から徒歩5分。
- いわくにバス「ゆめタウン南岩国」バス停から徒歩1分程。

## その他
- 当店駐車場内に「ジュンテンドー南岩国店」が存在するが、当店との密接な関係性は不明。